# Atanas Iliev
Atanas Petrov Iliev (in bulgaro Атанас Петров Илиев?; Dobrič, 9 ottobre 1994) è un calciatore bulgaro, attaccante del'Anorthōsis.

## Caratteristiche tecniche
È un centravanti, mancino di piede ma abile a usare anche il destro e grazie ai suoi 189 cm fa del gioco aereo la sua arma principale

## Carriera

### Club
Cresciuto nel settore giovanile del Dobrudža, nel 2009 passa al Černo More Varna, con cui debutta fra i professionisti il 5 maggio 2012 in occasione dell'incontro di Părva profesionalna futbolna liga perso per 2-0 contro il Beroe; realizza la sua prima rete dieci giorni più tardi, segnando il gol del definitivo 2-1 contro il Vidima-Rakovski.
Nel 2014 fa ritorno al Dobrudža, in seconda divisione, dove gioca una stagione da protagonista, in cui segna 17 reti in 28 partite; nel luglio 2015 viene acquistato dal Montana, ma non riesce a trovare la via del gol con regolarità e al termine della stagione 2016-2017 retrocede in seconda serie. Con il club rossoblù gioca nelle successive tre stagioni, andando sempre in doppia cifra come numero di segnature e centrando la promozione nel 2019-2020, dopo la vittoria nello spareggio contro il Dunav Ruse.
Poche settimane più tardi cambia nuovamente casacca, firmando per il Botev Plovdiv. Segna 16 gol in 28 partite tra campionato e spareggi per la UEFA Europa Conference League.
Il 26 agosto 2021 firma con l'Ascoli un contratto biennale con opzione. Realizza il primo gol con i marchigiani il 16 ottobre, nella partita di Serie B pareggiata in casa contro il Lecce (1-1). Il 27 gennaio 2023, dopo essere stato messo fuori rosa e aver collezionato 30 presenze e 2 reti complessive, risolve il contratto con la società marchigiana.
Il 31 gennaio 2023, Iliev è ritornato al Černo More Varna, sua squadra d'origine.

### Nazionale
Nel 2012 ha giocato 2 partite nella nazionale bulgara Under-19.
Nel marzo del 2021 riceve la sua prima convocazione da parte della nazionale maggiore bulgara. Il 25 del mese stesso fa il suo esordio con la massima selezione bulgara in occasione della sconfitta per 1-3 contro la Svizzera.
Il 1º giugno 2021, alla prima partita giocata da titolare, realizza il suo primo gol in nazionale nell'1-1 contro la Slovacchia. 
In nazionale viene anche ricordato per aver segnato il gol dell 1-1 finale nella partita per le qualificazioni ai mondiali in Qatar 2022, contro l’Italia nel girone B.

## Statistiche

### Presenze e reti nei club
Statistiche aggiornate al 16 maggio 2022.
| Stagione                | Squadra                 | Campionato              | Campionato | Campionato | Coppe nazionali | Coppe nazionali | Coppe nazionali | Coppe continentali | Coppe continentali | Coppe continentali | Altre coppe | Altre coppe | Altre coppe | Totale | Totale | Totale |
| Stagione                | Squadra                 | Comp                    | Pres       | Reti       | Comp            | Pres            | Reti            | Comp               | Pres               | Reti               | Comp        | Pres        | Reti        | Pres   | Reti   |        |
| ----------------------- | ----------------------- | ----------------------- | ---------- | ---------- | --------------- | --------------- | --------------- | ------------------ | ------------------ | ------------------ | ----------- | ----------- | ----------- | ------ | ------ | ------ |
| 2011-2012               | Černo More Varna        | A-PFG                   | 2          | 1          | CB              | 0               | 0               |                    | -                  | -                  |             | -           | -           | 2      | 1      |        |
| 2012-2013               | Černo More Varna        | A-PFG                   | 4          | 0          | CB              | 1               | 0               |                    | -                  | -                  |             | -           | -           | 5      | 0      |        |
| 2013-2014               | Černo More Varna        | A-PFG                   | 9          | 1          | CB              | 3               | 0               |                    | -                  | -                  |             | -           | -           | 12     | 1      |        |
| Totale Černo More Varna | Totale Černo More Varna | Totale Černo More Varna | 15         | 2          |                 | 4               | 0               |                    | -                  | -                  |             | -           | -           | 19     | 2      |        |
| 2014-2015               | Dobrudža                | B-PFG                   | 28         | 17         | CB              | 1               | 0               |                    | -                  | -                  |             | -           | -           | 29     | 17     |        |
| 2015-2016               | Montana                 | A-PFG                   | 30+1       | 5+1        | CB              | 5               | 2               |                    | -                  | -                  |             | -           | -           | 36     | 8      |        |
| 2016-2017               | Montana                 | A-PFG                   | 18+3       | 2+3        | CB              | 1               | 0               |                    | -                  | -                  |             | -           | -           | 22     | 5      |        |
| 2017-2018               | Montana                 | B-PFG                   | 28         | 11         | CB              | 1               | 1               |                    | -                  | -                  |             | -           | -           | 29     | 12     |        |
| 2018-2019               | Montana                 | B-PFG                   | 29+1       | 18+0       | CB              | 1               | 0               |                    | -                  | -                  |             | -           | -           | 31     | 18     |        |
| 2019-2020               | Montana                 | B-PFG                   | 19+1       | 14+1       | CB              | 0               | 0               |                    | -                  | -                  |             | -           | -           | 20     | 15     |        |
| Totale Montana          | Totale Montana          | Totale Montana          | 130        | 55         |                 | 8               | 3               |                    | -                  | -                  |             | -           | -           | 138    | 58     |        |
| 2020-2021               | Botev Plovdiv           | A-PFG                   | 22+6       | 13+3       | CB              | 2               | 1               |                    | -                  | -                  |             | -           | -           | 30     | 17     |        |
| 2021-2022               | Ascoli                  | B                       | 30         | 2          | CI              | 0               | 0               | -                  | -                  | -                  | -           | -           | -           | 30     | 2      |        |
| 2022-gen. 2023          | Ascoli                  | B                       | 0          | 0          | CI              | 0               | 0               | -                  | -                  | -                  | -           | -           | -           | 0      | 0      |        |
| Totale Ascoli           | Totale Ascoli           | Totale Ascoli           | 30         | 2          |                 | 0               | 0               |                    | -                  | -                  |             | -           | -           | 30     | 2      |        |
| Totale carriera         | Totale carriera         | Totale carriera         | 225        | 92         |                 | 15              | 4               |                    | -                  | -                  |             | -           | -           | 240    | 96     |        |

### Cronologia presenze e reti in nazionale
| Cronologia completa delle presenze e delle reti in nazionale ― Bulgaria | Cronologia completa delle presenze e delle reti in nazionale ― Bulgaria | Cronologia completa delle presenze e delle reti in nazionale ― Bulgaria | Cronologia completa delle presenze e delle reti in nazionale ― Bulgaria | Cronologia completa delle presenze e delle reti in nazionale ― Bulgaria | Cronologia completa delle presenze e delle reti in nazionale ― Bulgaria | Cronologia completa delle presenze e delle reti in nazionale ― Bulgaria | Cronologia completa delle presenze e delle reti in nazionale ― Bulgaria |
| Data                                                                    | Città                                                                   | In casa                                                                 | Risultato                                                               | Ospiti                                                                  | Competizione                                                            | Reti                                                                    | Note                                                                    |
| ----------------------------------------------------------------------- | ----------------------------------------------------------------------- | ----------------------------------------------------------------------- | ----------------------------------------------------------------------- | ----------------------------------------------------------------------- | ----------------------------------------------------------------------- | ----------------------------------------------------------------------- | ----------------------------------------------------------------------- |
| 25-3-2021                                                               | Sofia                                                                   | Bulgaria                                                                | 1 – 3                                                                   | Svizzera                                                                | Qual. Mondiali 2022                                                     | -                                                                       | 46’                                                                     |
| 28-3-2021                                                               | Sofia                                                                   | Bulgaria                                                                | 0 – 2                                                                   | Italia                                                                  | Qual. Mondiali 2022                                                     | -                                                                       | 76’                                                                     |
| 31-3-2021                                                               | Belfast                                                                 | Irlanda del Nord                                                        | 0 – 0                                                                   | Bulgaria                                                                | Qual. Mondiali 2022                                                     | -                                                                       | 73’ 86’                                                                 |
| 1-6-2021                                                                | Ried im Innkreis                                                        | Bulgaria                                                                | 1 – 1                                                                   | Slovacchia                                                              | Amichevole                                                              | 1                                                                       | 60’                                                                     |
| 5-6-2021                                                                | Mosca                                                                   | Russia                                                                  | 1 – 0                                                                   | Bulgaria                                                                | Amichevole                                                              | -                                                                       | 58’                                                                     |
| 8-6-2021                                                                | Saint-Denis                                                             | Francia                                                                 | 3 – 0                                                                   | Bulgaria                                                                | Amichevole                                                              | -                                                                       | 58’                                                                     |
| 2-9-2021                                                                | Firenze                                                                 | Italia                                                                  | 1 – 1                                                                   | Bulgaria                                                                | Qual. Mondiali 2022                                                     | 1                                                                       | 70’                                                                     |
| 5-9-2021                                                                | Sofia                                                                   | Bulgaria                                                                | 1 – 0                                                                   | Lituania                                                                | Qual. Mondiali 2022                                                     | -                                                                       | 85’ 90+4’                                                               |
| 12-10-2021                                                              | Sofia                                                                   | Bulgaria                                                                | 2 – 1                                                                   | Irlanda del Nord                                                        | Qual. Mondiali 2022                                                     | -                                                                       | 79’                                                                     |
| 11-11-2021                                                              | Odessa                                                                  | Ucraina                                                                 | 1 – 1                                                                   | Bulgaria                                                                | Amichevole                                                              | -                                                                       | 46’                                                                     |
| 15-11-2021                                                              | Lucerna                                                                 | Svizzera                                                                | 4 – 0                                                                   | Bulgaria                                                                | Qual. Mondiali 2022                                                     | -                                                                       | 46’                                                                     |
| 29-3-2022                                                               | Al Rayyan                                                               | Croazia                                                                 | 2 – 1                                                                   | Bulgaria                                                                | Amichevole                                                              | -                                                                       | 46’                                                                     |
| 2-6-2022                                                                | Sofia                                                                   | Bulgaria                                                                | 1 – 1                                                                   | Macedonia del Nord                                                      | UEFA Nations League 2022-2023 - 1º turno                                | -                                                                       | 46’                                                                     |
| 5-6-2022                                                                | Razgrad                                                                 | Bulgaria                                                                | 2 – 5                                                                   | Georgia                                                                 | UEFA Nations League 2022-2023 - 1º turno                                | 1                                                                       |                                                                         |
| 9-6-2022                                                                | Gibilterra                                                              | Gibilterra                                                              | 1 – 1                                                                   | Bulgaria                                                                | UEFA Nations League 2022-2023 - 1º turno                                | -                                                                       | 83’                                                                     |
| 12-6-2022                                                               | Tbilisi                                                                 | Georgia                                                                 | 0 – 0                                                                   | Bulgaria                                                                | UEFA Nations League 2022-2023 - 1º turno                                | -                                                                       | 51’                                                                     |
| Totale                                                                  |                                                                         | Presenze                                                                | 16                                                                      |                                                                         | Reti                                                                    | 3                                                                       |                                                                         |